# Lee Ji-ah
Lee Ji-ah (Hangul: 이지아, Hanja: 李智雅) (født 6. august 1978) er en koreansk skuespiller. Hun er bedst kendt for sin rolle som "Sujini" i den filmen The Legend (2007). Andre filmoptrædender inkluderer The Relation of Face, Mind and Love (2009), Athena: The Movie (2011), Musudan (2016), Swimming Bird (2020), and It's Alright (2022). 

## Udvalgt filmografi

### Film
- The Relation of Face, Mind and Love (2009)
- Athena: The Movie	(2011)
- Musudan (2016)
- Swimming Bird (2020)
- It's Alright (2022)

### Tv-serier
- The Legend (2007)
- Beethoven Virus (2008)
- Style	(2009)
- Athena: Goddess of War (2010)
- Me Too, Flower! (2011)
- Thrice Married Woman (2013)
- Snow Lotus Flower (2015)
- My Mister	(2018)
- The Ghost Detective (2018)
- The Penthouse: War in Life (2020-2021)[1]